# Coraline
Coraline és una novel·la curta per nens i adults escrita per Neil Gaiman i publicada el 2002. Es portà al cinema el 2009.

## Sinopsi
La Coraline i els seus pares es traslladen a una vella casa que ha estat dividida en apartaments. Els pares de Coraline estan molt ocupats amb la seva feina i li presten poca atenció. Al sentir-se sola, se'n va a explorar. Coneix als seus veïns: les senyores Spink i Forcible, dos senyores velles, que en el seu temps, van ser actrius famoses (viuen al pis de baix), i el senyor Bobo, un senyor boig que ensinistra ratolins per muntar un circ (viu al pis de dalt). Coneix també a un gat que vaga per allà. Els veïns, li diuen Caroline, no Coraline.
La Coraline troba una porta tancada al saló de casa seva, on hi ha els mobles de la seva difunta àvia, però, en obrir-la, descobreix que està tapiada i li pregunta a la seva mare què hi ha a l'altre costat. Ella respon que només hi ha l'apartament buit en el que ningú hi viu. L'endemà, agafa la clau de la porta, l'obre, i troba un passadís que porta a un apartament idèntic al seu. En aquest altre món hi viu la seva "altra mare" i el seu "altre pare", que són gairebé idèntics als seus veritables pares. La gran diferència és que tenen botons en lloc d'ulls. Allà, la Coraline es troba de nou amb el gat, que en aquest món pot parlar. Els seus "altres pares" semblen al principi més interessants, divertits i afectuosos que els autèntics. A més, en aquest món els veïns són més divertits i li diuen Coraline. Al final del dia, l'altra mare li comenta que pot quedar-se en aquest món, però que només s'hauria de cosir els botons als ulls. La Coraline queda impactada i fuig ràpidament a casa, i la seva altra mare s'enduu un gran disgust.
Quan torna al seu apartament, la Coraline descobreix que els seus autèntics pares han desaparegut. No tornen l'endemà i la Coraline, després d'esbrinar que han estat raptats per la seva "altra mare", decideix tornar al món alternatiu per rescatar-los. Comporta una estranya pedra amb propietats màgiques que li han donat les seves veïnes les senyores Spink i Forcible.
L'altra mare s'enfada amb la Coraline quan aquesta no vol acceptar els seus regals i les seves mostres d'afecte, i tanca la nena darrere d'un mirall com a càstig. Allà la protagonista troba a tres nens d'èpoques diferents que van quedar atrapats per la "una altra mare" i aquesta els va posar botons sobre els ulls. Li expliquen que després d'un temps, quan es va cansar d'ells, els va donar de costat i devorar les seves vides. Després de parlar amb aquests nens, la Coraline s'adorm: l'"altra mare" la desperta quan la treu de la seva presó. La Coraline desafia la "una altra mare" a un joc: ha de trobar els seus pares i les ànimes dels nens, si ho aconsegueix, l'"altra mare" els deixarà anar, si no, la Coraline haurà d'acceptar que li posin botons sobre els ulls i es quedarà per sempre en el món alternatiu. Amb l'ajuda de la pedra màgica, la Coraline aconsegueix localitzar les ànimes dels infants i als seus pares. Convençuda, però, que la seva "altra mare" no complirà el pactat, llança al gat a la cara de l'"altra mare" i fuig al món real. En tancar la porta per evitar que entri en la seva persecució l'"altra mare", la Coraline sense adonar-se'n li talla la mà. De retorn al seu apartament, la Coraline troba els seus pares sans i estalvis.
La nit següent, la Coraline descobreix que encara no ha acabat tot, ja que la mà tallada de l'"altra mare" està encara en el seu món i intenta robar la clau perquè la "altra mare" pugui entrar. La Coraline atreu a la mà cap a un pou i la fa caure allà juntament amb la clau, lliurant per sempre al món del perill de la seva "altra mare".

## Premis
| Any  | Premi                                           |
| ---- | ----------------------------------------------- |
| 2002 | Premi Bram Stoker al millor treball per a joves |
| 2003 | Premi Hugo a la millor novel·la curta           |
| 2003 | Premi Nebula a la millor novel·la               |

## Traduccions
L'èxit de la novel·la ha fet que hagi estat traduïda a un bon nombre de llengües, entre les quals el català (Barcelona, 2003; Empúries/Salamandra, col·lecció L'Odissea, ISBN 84-7596-356-0, en traducció de Marc Rosich).